# Діяаельдін Камаль
Діяаельдін Камаль Джауда Абдельмотталєб (араб. ضياء الدين كمال جودة; нар. 2 травня 1993, Каїр) — єгипетський борець вільного стилю, п'ятиразовий чемпіон Африки, бронзовий призер Африканських ігор, учасник трьох Олімпійських ігор.

## Життєпис
Боротьбою почав займатися з 2007 року в Суеці.
Вивчав юриспруденцію в поліцейській академії.
Працює поліцейським.
Виступає за Police Union Club, Каїр.

## Спортивні результати на міжнародних змаганнях

### Виступи на Олімпіадах
| Змагання                    | Збірна | Вагова категорія           | Місце |
| --------------------------- | ------ | -------------------------- | ----- |
| Літні Олімпійські ігри 2016 | Єгипет | вільна боротьба, до 125 кг | 9     |
| Літні Олімпійські ігри 2020 | Єгипет | вільна боротьба, до 125 кг | 10    |
| Літні Олімпійські ігри 2024 | Єгипет | вільна боротьба, до 125 кг | 13    |

### Виступи на Чемпіонатах світу
| Змагання                        | Збірна | Вагова категорія           | Місце |
| ------------------------------- | ------ | -------------------------- | ----- |
| Чемпіонат світу з боротьби 2015 | Єгипет | вільна боротьба, до 125 кг | 15    |
| Чемпіонат світу з боротьби 2017 | Єгипет | вільна боротьба, до 125 кг | 16    |
| Чемпіонат світу з боротьби 2023 | Єгипет | вільна боротьба, до 125 кг | 14    |

### Виступи на Чемпіонатах Африки
| Змагання                         | Збірна | Вагова категорія           | Місце  |
| -------------------------------- | ------ | -------------------------- | ------ |
| Чемпіонат Африки з боротьби 2015 | Єгипет | вільна боротьба, до 125 кг | Золото |
| Чемпіонат Африки з боротьби 2016 | Єгипет | вільна боротьба, до 125 кг | Золото |
| Чемпіонат Африки з боротьби 2017 | Єгипет | вільна боротьба, до 125 кг | Золото |
| Чемпіонат Африки з боротьби 2020 | Єгипет | вільна боротьба, до 125 кг | Золото |
| Чемпіонат Африки з боротьби 2023 | Єгипет | вільна боротьба, до 125 кг | Золото |

### Виступи на Африканських іграх
| Змагання              | Збірна | Вагова категорія           | Місце  |
| --------------------- | ------ | -------------------------- | ------ |
| Африканські ігри 2015 | Єгипет | вільна боротьба, до 125 кг | Бронза |

### Виступи на інших змаганнях
| Змагання                                                          | Збірна | Вагова категорія                  | Місце  |
| ----------------------------------------------------------------- | ------ | --------------------------------- | ------ |
| Арабський чемпіонат з боротьби 2012                               | Єгипет | вільна боротьба, до 120 кг        | Срібло |
| Турнір Ібрагіма Мустафи 2013                                      | Єгипет | греко-римська боротьба, до 120 кг | Золото |
| Олімпійський кваліфікаційний турнір з боротьби 2016 (Алжир)       | Єгипет | вільна боротьба, до 125 кг        | Золото |
| Меморіал Вацлава Циолковського 2016                               | Єгипет | вільна боротьба, до 125 кг        | 8      |
| Гран-прі Німеччини з боротьби 2016                                | Єгипет | вільна боротьба, до 125 кг        | 9      |
| Гран-прі Іспанії з боротьби 2016                                  | Єгипет | вільна боротьба, до 125 кг        | Бронза |
| Золотий Гран-прі з боротьби 2016                                  | Єгипет | вільна боротьба, до 125 кг        | 5      |
| Олімпійський кваліфікаційний турнір з боротьби 2020 (Хаммамет)    | Єгипет | вільна боротьба, до 125 кг        | Золото |
| Меморіал Вацлава Циолковського 2021                               | Єгипет | вільна боротьба, до 125 кг        | 5      |
| Арабський чемпіонат з боротьби 2022                               | Єгипет | вільна боротьба, до 125 кг        | Бронза |
| Меморіал Імре Поляка та Яноша Варги 2023                          | Єгипет | вільна боротьба, до 125 кг        | 11     |
| Відкритий чемпіонат Загреба з боротьби 2024                       | Єгипет | вільна боротьба, до 125 кг        | 17     |
| Олімпійський кваліфікаційний турнір з боротьби 2024 (Александрія) | Єгипет | вільна боротьба, до 125 кг        | Золото |
| Меморіал Імре Поляка та Яноша Варги 2024                          | Єгипет | вільна боротьба, до 125 кг        | 5      |
| Меморіал Вацлава Циолковського 2024                               | Єгипет | вільна боротьба, до 125 кг        | Бронза |